# Montelima
Montelima (モンテリマ)とは、九州・熊本を拠点に活動しているメルヘン＋サイケデリック=メルヘンデリックロックバンド
2000年、ハンダマサユキ(Vo.G)、時川大輔(Ba)、広岡ゆうたろう(Dr)で地元熊本にて始動。
３人とは思えない迫力とグルーヴ、色とりどりの言葉とメロディ。そこに即興性(JAM)の要素が加わることにより、唯一無二の世界観を持つLIVEバンドとして高く評価されている。
フジロックフェスティバル、Earth Garden、MINAMI WHEEL 等々、全国各地の音楽フェスティバルに出演。